# Temnoaphelus hispidus
Temnoaphelus hispidus là một loài bọ cánh cứng trong họ Tenebrionidae. Loài này được J. Ferrer miêu tả khoa học năm 1987.